# Kolding IF
Der Kolding IF (Kolding Idrætsforening, deutsch Kolding Sportverband) ist ein dänischer Sportverein.

## Geschichte
In den Jahren 1982 und 1983 spielte der Verein in der 1. Division, der damals höchsten dänischen Fußballliga. 1998 machte sich die Handballabteilung selbständig und nennt sich seitdem Kolding IF Håndbold Elite A/S.
Die erste Fußballmannschaft fusionierte 2002 mit dem Kolding BK zum Kolding FC. Dieser wiederum fusionierte 2011 mit dem Vejle BK zum Vejle Boldklub Kolding. Nach der Auflösung der Fusion im Jahr 2013 trat der Verein wieder als Kolding IF an. Zunächst viertklassig, gelang 2014 der Aufstieg in die drittklassige 2. Division. 2019 erfolgte der Aufstieg in die 1. Division. Nach dem erfolgreichen Klassenerhalt in der Saison 2019/20 stieg man nach der Saison 2020/21 jedoch wieder in die 2. Division ab. Nach zwei Jahren gelang zur Saison 2023/24 die Rückkehr in die 1. Division.
Im September 2021 wurde bekannt, dass der 2009 gegründete Frauenverein KoldingQ sich dem Kolding IF zur kommenden Saison anschließen werde. Seit Sommer 2022 ist Kolding IF daher mit einer eigenen Frauenmannschaft in der Kvindeliga vertreten.

## Bekannte ehemalige Spieler
- Jørgen Lildballe (* 1955)
- Jan Mølby (* 1963)
- Iver Schriver (* 1949)

## Erfolge

### Fußball
- Jutland Championships[3]
  - Sieger (2): 1930–31, 1935–36
  - Finalist (5): 1905, 1906, 1907, 1908, 1909, 1942
- Jutland Cup
  - Finalist (1): 1939–40

### Handball
Für Erfolge nach der Selbständigkeit, siehe KIF Kolding#Erfolge
- Dänischer Meister: 1987, 1988, 1990, 1991, 1993, 1994
- Dänischer Pokalsieger: 1990, 1994
- Euro-City-Cup-Finalist: 1996